# Kjersti Bø
Kjersti Bø (* 5. April 1987) ist eine ehemalige norwegische Skilangläuferin.

## Werdegang
Bø, die für den Strindheim IL startete, trat im Januar 2007 in Sjusjøen erstmals im Scandinavian Cup an und belegte dabei den 63. Platz über 5 km Freistil und den 52. Rang im 10-km-Massenstartrennen. Im Dezember 2007 holte sie im Sprint bei der US Super Tour in Soldier Hollow ihren ersten Sieg im Continental-Cup. In der Saison 2009/10 erreichte sie im Scandinavian Cup drei Top-Zehn-Platzierungen. Dabei gewann sie das Sprintrennen in Jõulumäe und errang zum Saisonende den achten Platz in der Gesamtwertung. Ihr Debüt im Weltcup hatte sie im März 2010 in Drammen, welches sie auf dem 43. Platz im Sprint beendete. Im Februar 2012 holte sie im Sprint in Madona ihren zweiten Sieg im Scandinavian Cup. Im folgenden Monat gewann sie im Sprint in Drammen mit dem 25. Platz ihren ersten und einzigen Weltcuppunkte. Ihr letztes Rennen im Scandinavian Cup lief sie im Dezember 2012 in Sjusjøen und belegte dabei den 32. Platz im 15-km-Massenstartrennen. Bei norwegischen Meisterschaften wurde sie im Jahr 2006 Zweite mit der Staffel von Strindheim IL.

## Siege bei Continental-Cup-Rennen
| Nr. | Datum             | Ort            | Disziplin        | Serie            |
| --- | ----------------- | -------------- | ---------------- | ---------------- |
| 1.  | 15. Dezember 2007 | Soldier Hollow | Sprint klassisch | US Super Tour    |
| 2.  | 6. Februar 2010   | Jõulumäe       | Sprint klassisch | Scandinavian Cup |
| 2.  | 8. Februar 2012   | Madona         | Sprint Freistil  | Scandinavian Cup |